# Pelince
Pelince (makedonska: Пелинце) är en ort i Nordmakedonien. Den ligger i kommunen Staro Nagoričane, i den norra delen av landet, 50 kilometer nordost om huvudstaden Skopje. Pelince ligger 380 meter över havet och antalet invånare är 191.